# لوكا بوجاتاج
لوكا بوجاتاج (بالسلوفينية: Lučka Kajfež Bogataj)‏ (من مواليد 28 يونيو 1957 جيسينتسي ) هي عالمة مناخ سلوفينية ومتخصصة في الأرصاد الجوية الزراعية.

## حياتها
في عام 1980 تخرجت من جامعة ليوبليانا في العلوم الطبيعية والتكنولوجيا وحصلت على دكتوراه في التكنولوجيا الحيوية، هي باحثة وأستاذ في جامعة ليوبليانا وأستاذ في كلية التكنولوجيا الحيوية ورئيسة الأرصاد الجوية الزراعية، وهي أيضًا عضو في اللجنة التعليمية لجمعية الأرصاد الجوية الأوروبية. وتعتبر من الرواد في دراسة تأثير تغير المناخ في سلوفينيا وخاصة على الإنتاج الزراعي.
كانت لوكا بوجاتاج عضوًا في اللجنة الدولية للتغيرات المناخية (IPCC)، وفي عام 2007 كان نائبًا لرئيس مجموعة العمل الثانية «التأثيرات والتكيف والضعف» في إعداد تقرير التقييم الرابع للهيئة الحكومية الدولية المعنية بتغير المناخ.
في عام 2008، منحها رئيس سلوفينيا دانيلو تورك وسام الاستحقاق لعملها العلمي في مجال تغير المناخ وتفانيه في حماية البيئة.